# Limnophora elongata
Limnophora elongata är en tvåvingeart som först beskrevs av Malloch 1928.  Limnophora elongata ingår i släktet Limnophora och familjen husflugor. Inga underarter finns listade i Catalogue of Life.